# Dieter Hinrichs
Dieter Hinrichs (* 1932 in Göttingen) ist ein deutscher Fotograf und ehemaliger Lehrer der Staatlichen Fachakademie für Fotodesign München.

## Leben
Hinrichs wuchs in Osterode am Harz auf. Von 1956 bis 1958 absolvierte er die Ausbildung an der Bayerischen Staatslehranstalt für Photographie, aus der 1990 die Staatliche Fachakademie für Fotodesign München hervorging. Danach folgten Fotoreportagen in Süd-, Südwest- und Ostafrika, bevor er von 1961 bis 1964 in München als Werbe- und Industriefotograf tätig war. In dieser Zeit machte er mehrere Auslandsreisen und Länderreportagen. Seit 1964 ist er freiberuflich tätig in den Bereichen Fotojournalismus, Dokumentar- und Industriefotografie.
Neben Veröffentlichungen in Zeitschriften und Büchern erfolgten mehrere Ausstellungen und Ausstellungsteilnahmen, unter anderem viermal an Weltausstellungen der Photographie. Ab den 1970er Jahren setzte er sich in Landschaftsprojekten mit der „Suche nach der Ordnung im Chaos“ und der Abstraktion der Formen auseinander, Anfang der 1980er Jahre entwickelte er die Bildtableaus „Alabama“ und „Dachau“, bei denen er in innovativer Bildsprache Bezug auf aktuelle zeitgeschichtliche Diskurse nimmt.
Von 1979 bis 1981 lehrte er im Fachbereich Fotografie des privaten Salzburg College, im Anschluss bis 1997 in München Dokumentarfotografie, Bildjournalismus, freie fotografische Gestaltung und Landschaftsfotografie.